# Amastus flavicauda
Amastus flavicauda är en fjärilsart som beskrevs av Rothschild 1909. Amastus flavicauda ingår i släktet Amastus och familjen björnspinnare. Inga underarter finns listade i Catalogue of Life.